# Lofer (powiat Zell am See)
Lofer – gmina targowa w Austrii, w kraju związkowym Salzburg, w powiecie Zell am See. Lofer położony jest nad rzeką Saalach, w odległości około 42 km od Salzburga, przy drodze krajowej B1, która była – przed wybudowaniem autostrady – główną drogą łączącą Salzburg i dalej Linz i Wiedeń z Innsbruckiem i Bregencją.

## Geografia
Lofer stanowi centrum turystyczne regionu zwanego Salzburger Saalachtal. W skład regionu, oprócz Lofer wchodzą gminy Sankt Martin bei Lofer, Unken i Weißbach bei Lofer. Region turystyczny łącznie zamieszkuje około 5500 mieszkańców, a posiada on ponad 5000 miejsc noclegowych. W zimie okolice Lofer odwiedzają narciarze i snowboardziści, którzy korzystają z ośrodka narciarskiego Loferer Alm. Ośrodek ten ma około 45 km nartostrad, dwie kolejki gondolowe dwie kanapy wieloosobowe i kilkanaście orczyków. Trasy – w przewadze niebieskie i czerwone – mogą być dośnieżane przez ponad 50 armatek śnieżnych. Całość wyciągów i nartostrad zarządzana jest przez lokalną spółkę, która powstała w latach 60. i od tego czasu stale rozbudowuje sieć wyciągów i nartostrad. Kolejka linowa Loferer Alm I działa nieprzerwanie od 1982 roku i zarówno wagoniki, jak i budynek dolnej i górnej stacji prezentują estetykę lat osiemdziesiątych. Ostatnie modernizacje sieci wyciągów to wymiana jednej z kanap na nową z ogrzewaniem i osłonami przeciwwiatrowymi. Wiosna, lato i jesień w Lofer to czas dla miłośników wędrówek górskich (pasmo wysokogórskie Loferer Steinberge – wysokość ponad 2500 m n.p.m., pasmo hal Loferer Alm do 1700 m n.p.m.), rowerzystów, kajakarzy (przełom rzeki Saalach w Lofer), nordic walkerów itp. W mieście znajduje się letni basen Loferer Steinbergerbad działający od lat 20. Konkurencją dla tego basenu jest kompleks basenów krytych i otwartych wraz z saunami i solarium w Unken i wybudowane w 2009 w Sankt Martin bei Lofer centrum spa.

## Zabytki
Barokowy Kościół katolicki pw. św. Antoniego z Padwy (Hl. Antonius von Padua), a także domy, spośród których najstarsze pochodzą z XVI wieku. Miejscowość chlubi się XIX-wiecznym hotelem Das Brau, w którym nocował cesarz Franciszek Józef, oraz starym pensjonatem, w którym zatrzymał się Wolfgang Amadeus Mozart wraz z ojcem i siostrą Marią Anną w drodze do Włoch. W powszechnej opinii Lofer uchodzi za jedno z najpiękniejszych małych miejscowości w Austrii. W roku 2006 urok miejscowości wykorzystali twórcy popularnego w niemieckojęzycznych telewizjach serialu Die Alpenklinik, którego akcja działa się w Lofer i okolicach, w tym w mieszczącym się już w Sankt Martin bei Lofer pałacu Grubhof.

## Infrastruktura
Znajdują się tutaj m.in.:
1. przedszkole, szkoła podstawowa i średnia,
2. posterunek policji,
3. kościół katolicki i ewangelicki, na miejscowym cmentarzu w grobowcu rodziny Nel spoczywa Bolesław Jan Czedekowski (1885-1969), wybitny polski malarz portrecista,
4. dom pomocy społecznej dla osób starszych,
5. trzy supermarkety: Spar, Billa i MPreis,
6. dwóch dilerów samochodowych (Ford, Suzuki, Subaru, Hyundai, Opel),
7. trzy szkoły narciarskie i wypożyczalnie sprzętu zimowego.

W Lofer praktykuje dentysta i kilku lekarzy ogólnych. Infrastruktura turystyczna obejmuje: hotele, kilkadziesiąt pensjonatów, apartamentowców i domów z kwaterami prywatnymi. Dodatkowo w Sankt Martin bei Lofer nad rzeką Saalach znajduje się wygodny camping wyposażony w domki całoroczne i miejsca campingowe.